# Bank Alpinum
Die Sora Bank AG war eine unabhängige Privatbank mit Sitz in Vaduz im Fürstentum Liechtenstein. Sie wurde im Jahr 2000 als NewCenturyBank AG gegründet. Im April 2006 wurde der Name der Bank in Bank Alpinum AG geändert, bevor sie später in Sora Bank AG umfirmiert wurde. Am 7. März 2023 verlor die Sora Bank AG ihre Banklizenz und trat in die freiwillige Liquidation ein. Am 1. März 2024 eröffnete das Fürstliche Landgericht das Konkursverfahren über das Vermögen der Sora Bank AG.
Kerngeschäft der Bank war das Anbieten von Dienstleistungen rund um das Private Banking. Dabei wurden Dienstleistungen wie Anlageberatung, Vermögensverwaltung sowie das Führen von Konten und Wertpapierdepots für Kunden angeboten. Die Bank arbeitete mit Partnern im In- und Ausland zusammen. So wurden unter anderem auch Dienstleistungen wie Steuerberatungen, Nachlassplanungen, Nachfolgeregelungen und dergleichen angeboten.